# MONSTER EDITION 〜JULIA BEST 2013〜
『MONSTER EDITION 〜JULIA BEST 2013〜』（モンスター・エディション ジュリア・ベスト・ツーサウザウンドサーティーン）は松田樹利亜のアルバム。

## 概要
松田樹利亜としてデビュー20周年を記念したベスト・アルバム。本作は鈴木慎一郎の作曲のみを構成した2001年から現在までの楽曲を中心に収録した。

## 収録曲
1. JEWELRY GUN
2. GUIDE
3. 僕のカケラ
4. 罪なき罪のRUSH
5. 赤い糸くず
6. Winter lover song
7. TILL THE END OF RUN
8. 錆びた祈り
9. 蛍
10. flight
11. God judgment
12. ジュール
13. 散花
14. 僕のカケラ（music box)

作詞：松田樹利亜　作曲：鈴木慎一郎(#ALL)
編曲：鈴木慎一郎(#1 - 8, 10 - 14)、ISAO & SIN(#9)